# 월리를 찾아라
《월리를 찾아라》(원제: Where's Wally?, 북미: Where's Waldo?)는 영국인 삽화가 마틴 핸드포드가 출간한 영국의 어린이 추리 책 시리즈이다. 이 책은 동물원이나 박물관 등 특정 장소에서 각자 무언갈 하고 있는 수십 명의 사람들의 모습이 그려져 있으며 그 속에서 '월리(Wally)'라는 남자 주인공과 그의 친구들을 찾는 일종의 숨은그림 찾기 책이다.
월리는 청바지에 빨간색과 흰색 줄무늬 옷, 방울이 달린 비니, 그리고 동그란 안경 등을 특징으로 한다. 책에는 독자들로 하여금 월리를 찾는데 혼란을 주기 위해 빨간색과 흰색의 줄무늬가 들어간 특정 사물들이 그려져있다.

## 개요
"월리를 찾아라" 시리즈의 첫 번째 책은 1987년 9월 21일에 출시되었다. 이 책은 매우 유명해졌으며 "월리"라는 이름이 각기 다른 지역에 맞추어 현지화 되었다. 나중에는 TV 시리즈, 만화책, 비디오 게임 등 스토리에 기반한 다른 매체에도 영향을 미쳤다.

## 시리즈
1. 동네
2. 해변
3. 동물원
4. 박물관
5. 놀이공원
6. 달리기 시합장

## 기타
- 2020년에 롯데월드몰에서 '월리를 찾아라' 마법여행이 진행되었다. 데일리경제, 2020-12-11, "올 겨울 '월리를 찾아라'와 함께하는 마법여행"